# جمكران
جَمْكَران هي قرية في مقاطعة قُمّ، محافظة قم، إيران. عدد سكان هذه القرية هو 8,368 في سنة 2006.